# Bailes nacionales de Azerbaiyán
Bailes nacionales de Azerbaiyán es (Azerí:Azərbaycan xalq rəqsləri) el arte del baile de Azeríes. Existen diversos bailes que tiene el pueblo azerbaiyano de Azerbaiyán y Azerbaiyán iraní. Los bailes nacionales de Azerbaiyán muestran las características de esta nación. Estos bailes se diferencian de otras con su temp rápida. Y esto se indica la rapidez de la nación.

## Historia
El proceso de la aparición y formación baile nacional en el territorio de Azerbaiyán fue largo y secular. Bailes nacionales de Azerbaiyán tienen una historia muy antigua. Lo demuestran pinturas rupestres de bailes en Parque nacional de Gobustán.
Los primeros bailes tenían un carácter de ritual. A partir de la temprana Edad Media en Azerbaiyán comenzaron a formarse los diferentes tipos de bailes, que gracias al pueblo de Azerbaiyán fueron conservados hasta ahora. Se diferencian los siguientes tipos de bailes: heroicos, rituales, ceremoniales, etc. Por el carácter y el ritmo bailes nacionales se dividen en muy fluidos, fluidos y vivos. El primer grupo profesional de baile en Azerbaiyán fue creado en el año 1938. Esta orquesta actuaba con un extenso repertorio, compuesto por unos bailes folclóricos antiguos y modernos. Entre los principales artistas se puede mencionar artistas de República Socialista Soviética de Azerbaiyán Amina Dilbazi y Rosa Calilova, Alibaba Abdullayev; la merecida artista de la república Tutu Gamidova, Aliya Ramazanova, etc. En 1959, en Azerbaiyán se creó el grupo de baile de chicas "Chinar" (Azerí. Çinar — plátano), bajo la dirección de Amina Dilbazi. Poco después se convirtió en un grupo profesional.

## Ejemplos de bailes en Azerbaiyán

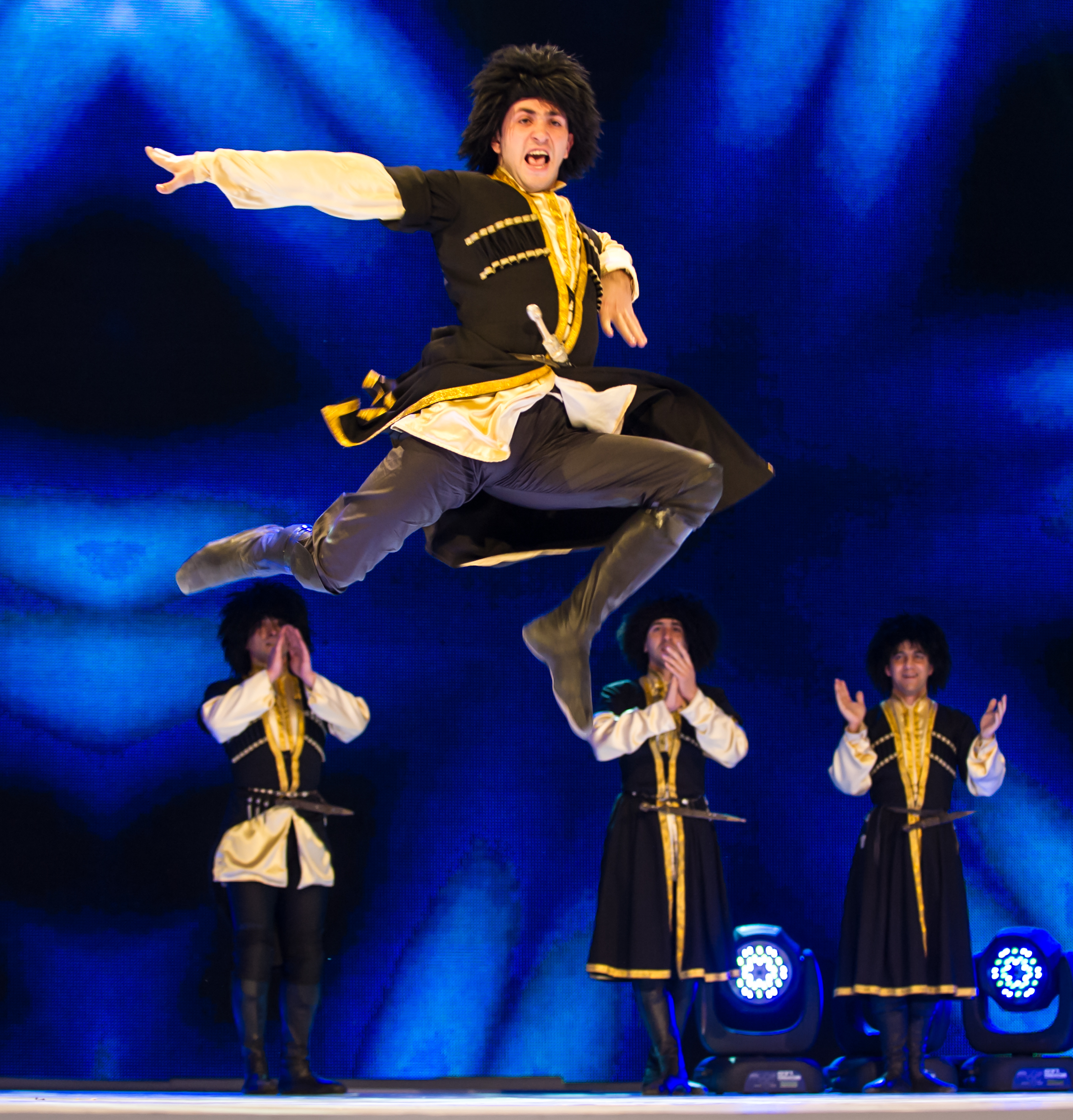
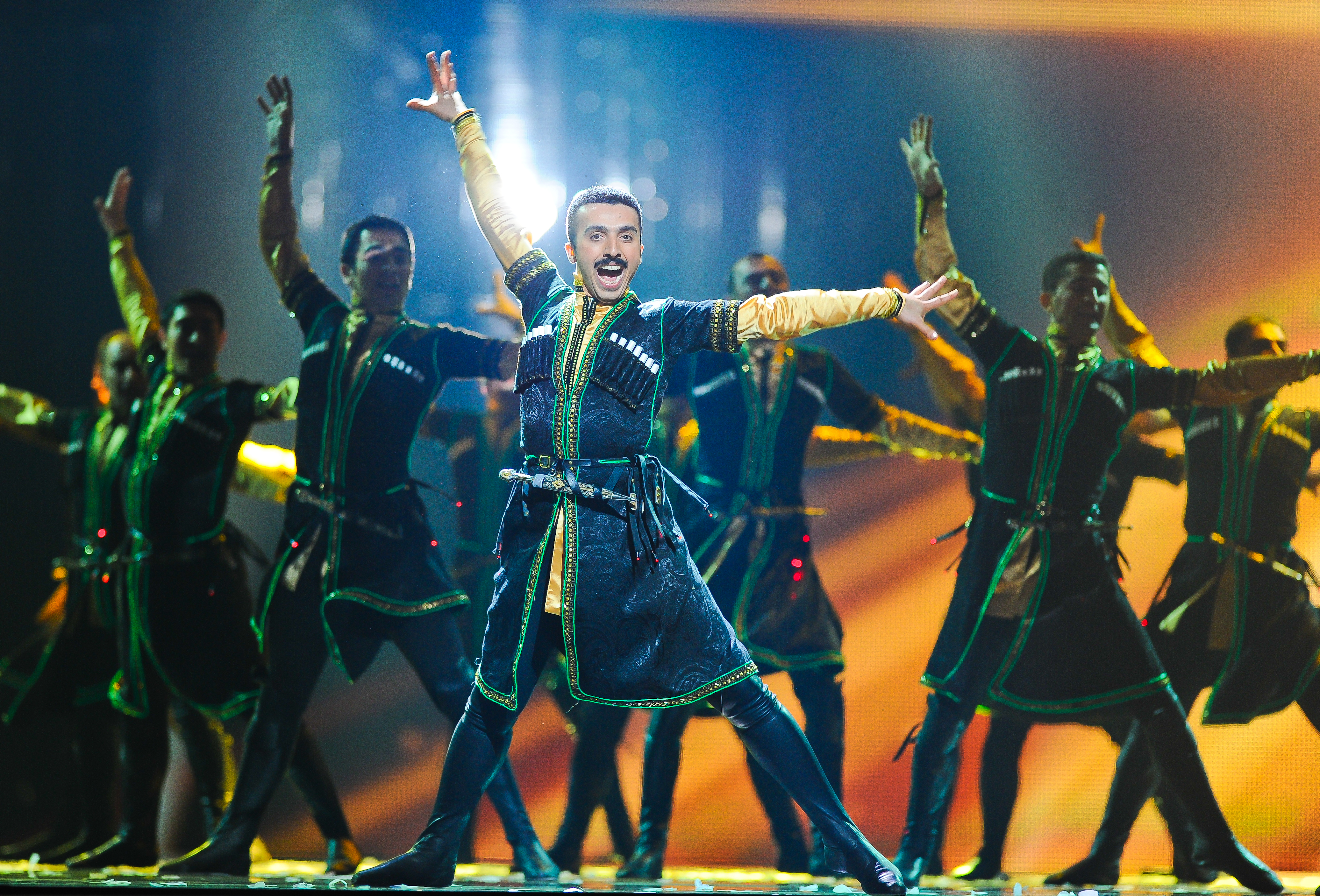
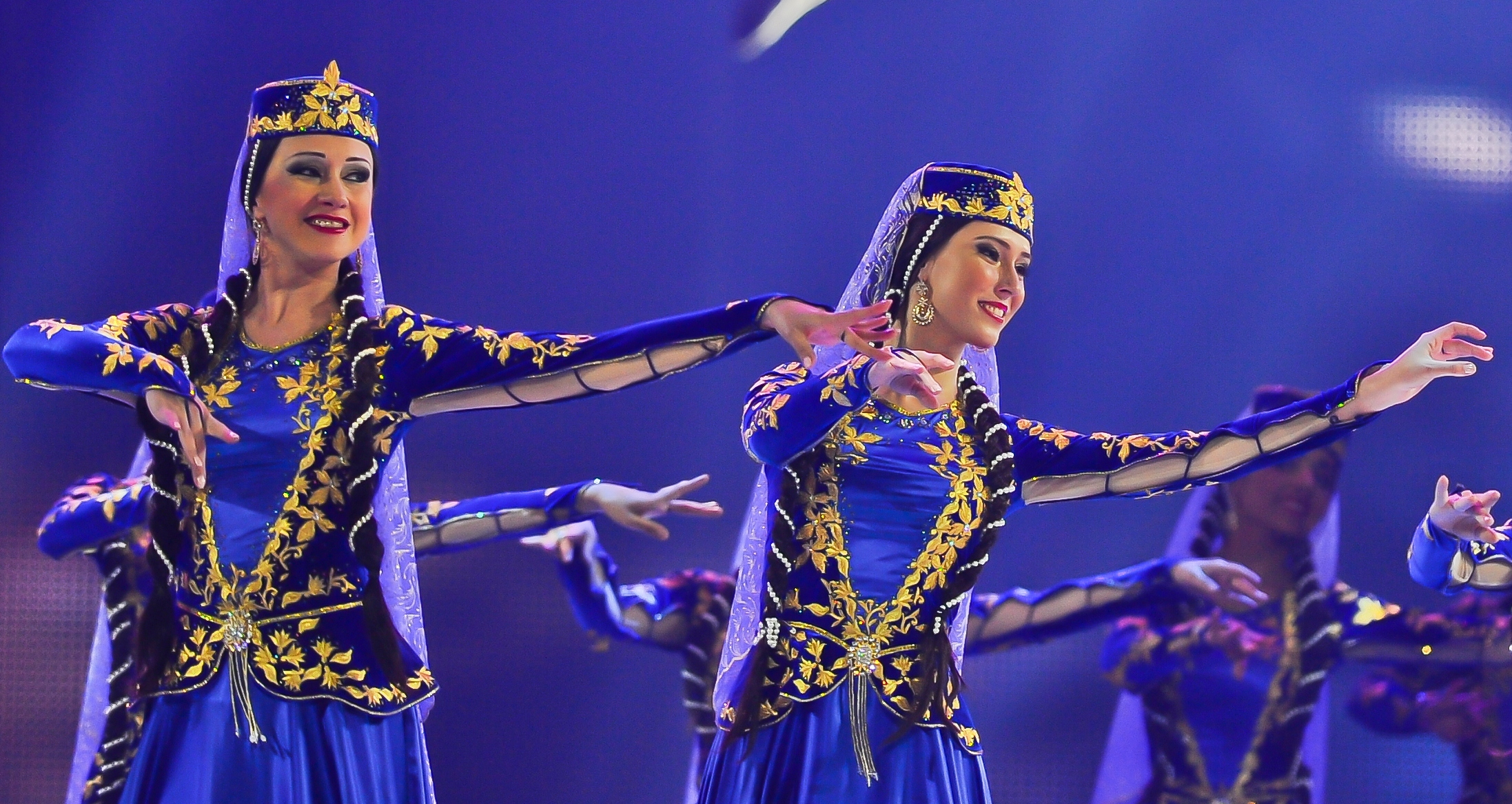
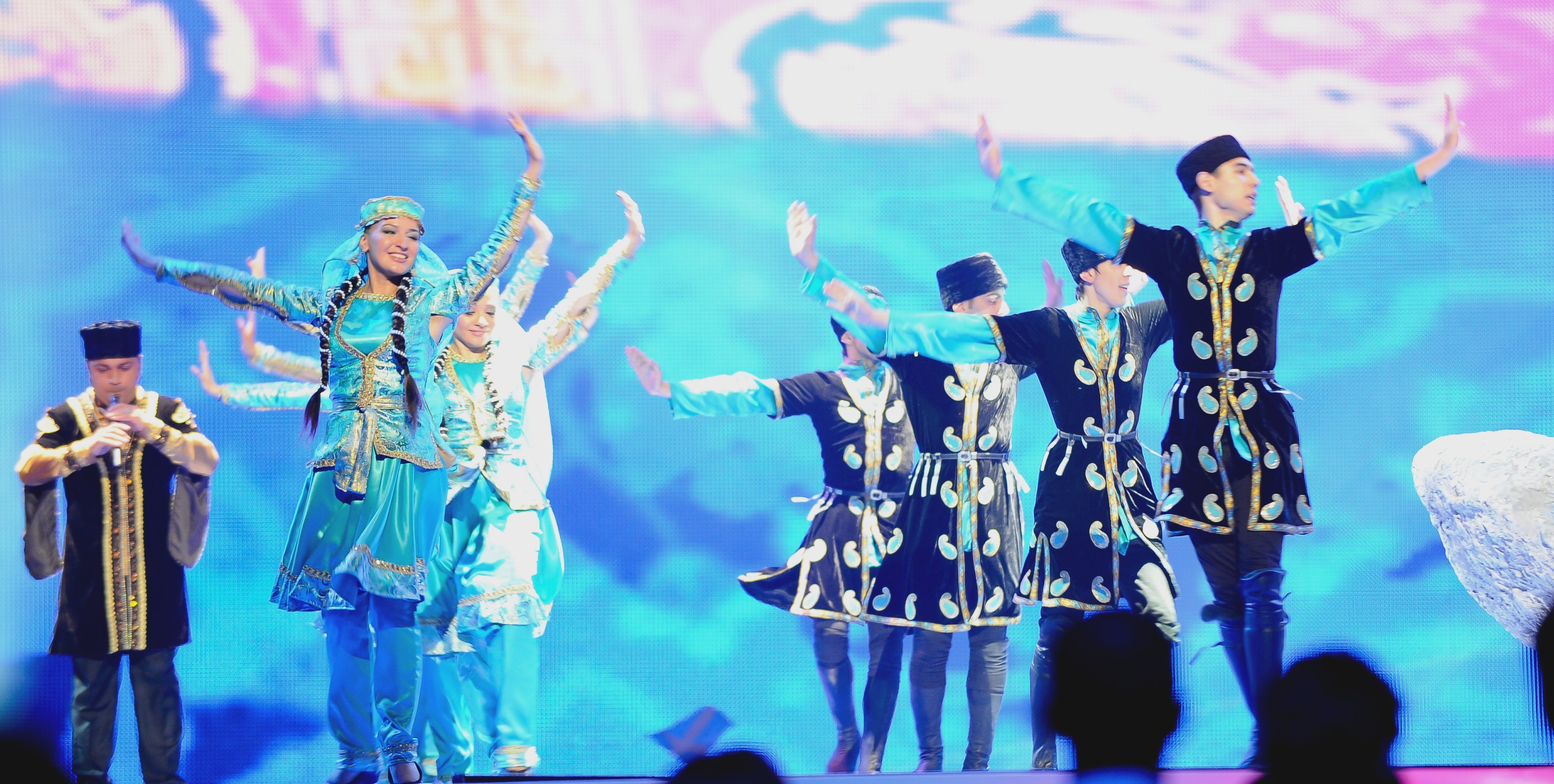
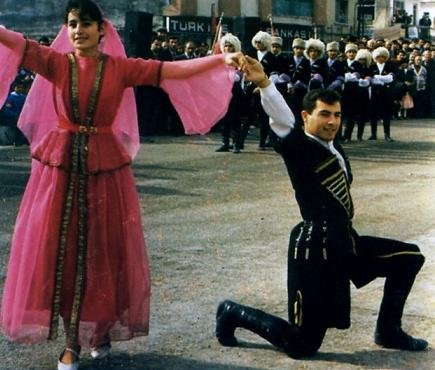
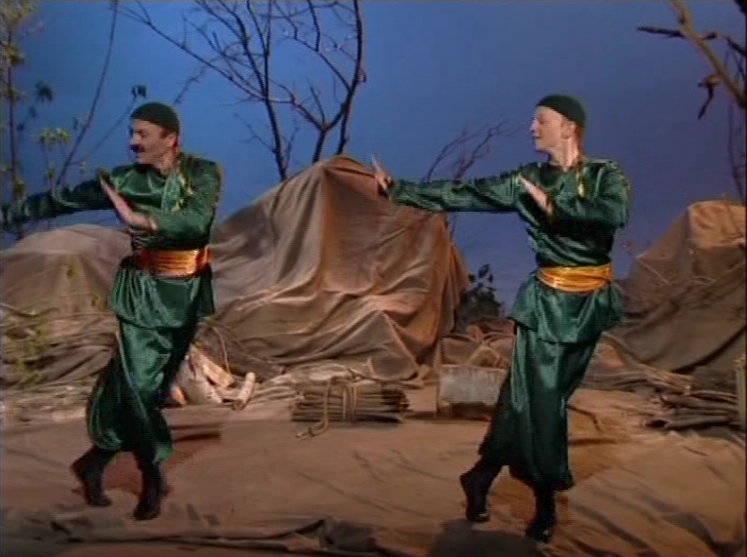

- cueca (Azerí:Abayı) es una de los bailes azerbaiyanos con sus orígenes de regiones Sheki y Zagatala de Azerbaiyán. El tema de la danza es de la Edad Media.
- Agir Karadaghi (Azerí: Ağır Qaradağı- pesado Karadakhi) es melodía azerbaiyana de un baile que se creó en Karadakh. Es muy popular en regiones Sheki y Zagatala de Azerbaiyán.

- Alcha Gulu (Azerí: Alça gülü- Flor de Ciruela) es un baile creado entre los años 1910 y 1920 en Sheki región por Ali Karimov. Esto se realiza por mujeres y tiene un tempo rápido de baile.
- Anzali (Azerí: Ənzəli) es la melodía de un baile que fue creado en los años 1880-1890 en Bakú. Se realiza lentamente y por esta razón es conveniente para las personas de edad. Se realiza el primer día del matrimonio. Y así la gente joven puede bailarlo.
- Asma Kasma (Azerí: Asma Kəsmə - Colgar y Cortar) es uno de los bailes más antiguos de Azerbaiyán.[3]
- Asta Karabakhi (Azerí: Asta Qarabağı - Lento Karabakhi) es uno de los bailes con sus orígenes de Karabaj, tiene un lento tempo de baile.
- Avari (Azerí: Avarı -Pueblo avar (Cáucaso)) se designó a los Avares que viven en Azerbaiyán. "Avari"  es el baile muy popular en Azerbaiyán. Se compone de tres partes. Al principio es lento, y poco a poco se hace más rápido, y al final cambia al ritmo rápido -Lezginka.[4]
- Lezginka (Azerí: Ləzgi) es un baile nacional de Lezghins que es muy famoso entre muchas personas, en las Montañas del Cáucaso. Deriva su nombre del pueblo Lezgi; los azerbaiyanos tienen sus propias versiones.
- Ouch noumra, dourd noumra, besh noumra, alti noumra (Azerí: 3 nömrə. 4 nömrə. 5 nömrə. 6 nömrə - N.º 3, N.º 4, N.º 5, N.º 6) todos son melodías de bailes compuestas en la segunda mitad de la década de 1920 en Bakú, capital de Azerbaiyán. Estos bailes, especialmente N.º 5 y N.º 6 son más famosos. N.º 3 y N.º 5 tienen tempos lentos y melodías tristes y se realizan por mujeres. N.º 4 y N.º 6 tienen un tempo más rápido y se realizan por mujeres y hombres.
- Terekeme (Azerí: Tərəkəmə) es un de la baile de tribu. Los que bailan se extienden los brazos y siguen con sus cabezas arriba. Este baile se llena con los sentimientos de libertad y amplitud. Pueden realizar tanto los hombres, como las mujeres.
- Vagzali (Azerí: Vağzalı) se reproduce cuando la novia abandona la casa de su familia, va a la casa del novio y de su marcha se manifiesta en este baile.
- Heyvagulu (Azerí: Heyvagülü) está coreografiado bajo la Seygah mugam.
- Uzundara (literalmente, "una larga estepa") es un largo espectáculo de baile. Uzundere se realiza generalmente por novia y novio en la boda.
- Shalaxo (Azerí: Şalaxo) es el baile famoso en todo el Cáucaso.
- Turajy (Azerí: Turacı) se destaca con su melodía lírica. Turaj se realiza solo por mujeres.
- Yali (Azerí: Yallı)[5] — es uno de los bailes más famosos, comunes colectivas y rurales de Azerbaiyán. Diferentes tipos de baile yali se consideran kochari, uch ayaq(con tres pies), tenzere y galadan galaya( de una roca a otra), kurdun aghiri, Sharur, . Los que bailan se toman de las manos y hombros uno a otro y realizan unos movimientos rítmicos sincrónicos subiendo y bajando las manos.[6][7][8] En 2018 fue añadida a la Lista Representativa del Patrimonio Cultural Inmaterial de la Humanidad de la Unesco como danzas en grupo tradicionales de Najicheván[9]

## Bailes de mujeres
El desarrollo de baile de las mujeres se debe principalmente a un traje (vestido nacional). La suavidad de movimiento de la pierna determinaba la falda de la bailarina, y toda su atención se centra en las manos y la parte superior del cuerpo (hombros, cabeza, expresión facial de la persona y otros).

## Bailes de hombres
La técnica de los pies es la que determina el baile de hombres.  Así, el bailador con facilidad se levanta en los dedos (como se hace en el baile  "los kazajos"), inmediatamente se senta en las rodillas, etc.